# シャフカト・ラフモノフ
シャフカト・ラフモノフ（カザフ語: Шавкат Рахмонов、英語: Shavkat Rakhmonov、1994年10月23日 - ）は、カザフスタンの男性総合格闘家。スルハンダリヤ州シュルチ地区出身。カザフスタン・トップチーム/キルクリフFC所属。UFC世界ウェルター級ランキング3位。UFCパウンド・フォー・パウンド・ランキング15位。元M-1 Globalウェルター級王者。カザフスタン人初のUFC選手。

## 来歴
ウズベキスタンのスルハンダリヤ州シュルチ地区でカザフスタン人の両親との間に生まれた。16歳の時に、親戚の住むカザフスタンのカラガンダに移住し、当時は貧しい生活を送っていたため、ラフモノフはトラックと倉庫の荷積みの仕事をしながら家計を支えた。同時期に地元のスポーツクラブに通い始め、コンバットサンボのトレーニングを始め後にスポーツマスターの称号を授与された。2017年にカザフスタンの市民権を取得している。

### 総合格闘技
WMMAAアマチュア総合格闘技世界選手権、アジア選手権で優勝した。2014年、M-1 Globalでプロ総合格闘技デビューし、2019年にM-1 Globalウェルター級王座を獲得した。

### UFC
2020年10月24日、UFC初参戦となったUFC 254でアレックス・オリベイラと対戦し、ギロチンチョークで1R一本勝ち。
2022年2月5日、UFC Fight Night: Hermansson vs. Stricklandでカールストン・ハリスと対戦し、右スピニングバックキックでダウンを奪いパウンドで1RKO勝ち。パフォーマンス・オブ・ザ・ナイトを受賞した。
2022年6月25日、UFC on ESPN: Tsarukyan vs. Gamrotでウェルター級ランキング10位のニール・マグニーと対戦し、ギロチンチョークで2R一本勝ち。2試合連続のパフォーマンス・オブ・ザ・ナイトを受賞した。
2023年3月4日、UFC 285でウェルター級ランキング7位のジェフ・ニールと対戦し、リアネイキドチョークで3R一本勝ち。ファイト・オブ・ザ・ナイトを受賞した。この試合はニールの体重超過により、175ポンド契約で行われた。
2023年12月16日、UFC 296でウェルター級ランキング6位のスティーブン・トンプソンと対戦し、リアネイキドチョークで2R一本勝ち。
2024年12月7日、UFC 310でウェルター級ランキング7位のイアン・ギャリーと対戦し、3-0の5R判定勝ち。キャリア初の判定勝利となり、UFC世界ウェルター級王者ベラル・ムハマッドへの次期挑戦者に決定した。

## 人物・エピソード
- 実妹のソラ・ラフモノワも総合格闘家である[11]。

## 戦績
| 総合格闘技 戦績 | 総合格闘技 戦績 | 総合格闘技 戦績 | 総合格闘技 戦績 | 総合格闘技 戦績 | 総合格闘技 戦績 | 総合格闘技 戦績 |
| --------------- | --------------- | --------------- | --------------- | --------------- | --------------- | --------------- |
| 19 試合         | (T)KO           | 一本            | 判定            | その他          | 引き分け        | 無効試合        |
| 19 勝           | 8               | 10              | 1               | 0               | 0               | 0               |
| 0 敗            | 0               | 0               | 0               | 0               | 0               | 0               |

| 勝敗 | 対戦相手                 | 試合結果                                        | 大会名                                                           | 開催年月日     |
| ○    | イアン・ギャリー         | 5分5R終了 判定3-0                               | UFC 310: Pantoja vs. Asakura                                     | 2024年12月7日  |
| ○    | スティーブン・トンプソン | 2R 4:56 リアネイキドチョーク                    | UFC 296: Edwards vs. Covington                                   | 2023年12月16日 |
| ○    | ジェフ・ニール           | 3R 4:17 リアネイキドチョーク                    | UFC 285: Jones vs. Gane                                          | 2023年3月4日   |
| ○    | ニール・マグニー         | 2R 4:58 ギロチンチョーク                        | UFC on ESPN 38: Tsarukyan vs. Gamrot                             | 2022年6月25日  |
| ○    | カールストン・ハリス     | 1R 4:10 KO（右スピニングバックキック→パウンド） | UFC Fight Night: Hermansson vs. Strickland                       | 2022年2月5日   |
| ○    | ミシェウ・プラゼレス     | 2R 2:10 リアネイキドチョーク                    | UFC Fight Night: Gane vs. Volkov                                 | 2021年6月26日  |
| ○    | アレックス・オリベイラ   | 1R 4:40 ギロチンチョーク                        | UFC 254: Khabib vs. Gaethje                                      | 2020年10月24日 |
| ○    | チアゴ・バレジャオ       | 1R 4:50 TKO（パンチ連打）                       | M-1 Challenge 102 【M-1ウェルター級タイトルマッチ】              | 2019年6月28日  |
| ○    | ダニール・プリカザ       | 2R 2:20 TKO（パウンド）                         | M-1 Challenge 101 【M-1ウェルター級王座決定戦】                  | 2019年3月30日  |
| ○    | ライナット・サヤクバエフ | 1R 5:00 TKO（棄権）                             | KZMMAF: Battle of Nomads 11 【KZMMAFウェルター級タイトルマッチ】 | 2018年12月8日  |
| ○    | ファリダン・オディロフ   | 3R 3:03 TKO                                     | KZMMAF: Battle of Nomads 10 【KZMMAFウェルター級タイトルマッチ】 | 2018年5月12日  |
| ○    | レワン・ソロドフニク     | 2R 4:42 三角絞め                                | M-1 Challenge 87                                                 | 2018年2月9日   |
| ○    | パク・ジョンヨン         | 2R 1:51 リアネイキドチョーク                    | KZMMAF: Battle of Nomads 9                                       | 2016年8月7日   |
| ○    | マルセロ・ブリート       | 1R 1:37 KO（左ボディブロー）                    | M-1 Challenge 67                                                 | 2016年6月4日   |
| ○    | アディル・ボランバエフ   | 2R 4:51 リアネイキドチョーク                    | KZMMAF: Battle of Nomads 7                                       | 2016年4月30日  |
| ○    | ミハル・ヴィンツェック   | 1R 0:49 ギロチンチョーク                        | M-1 Challenge 59                                                 | 2015年7月3日   |
| ○    | バルトス・チレク         | 1R 2:51 KO（パウンド）                          | M-1 Challenge 57                                                 | 2015年5月2日   |
| ○    | マルクス・ヴィニシオス   | 1R 4:58 TKO（パンチ連打）                       | KZMMAF: Battle of Nomads 2                                       | 2014年11月30日 |
| ○    | アダム・ツロフ           | 1R 三角絞め                                     | M-1 Challenge 52                                                 | 2014年10月17日 |

## 獲得タイトル
- 第6代M-1 Globalウェルター級王座（2019年）
- KZMMAFウェルター級王座（2018年）

## 表彰
- UFC パフォーマンス・オブ・ザ・ナイト（1回）
- UFC ファイト・オブ・ザ・ナイト（1回）